# Insel (Stendal)
Insel ist ein Ortsteil der gleichnamigen Ortschaft der Hansestadt Stendal im Landkreis Stendal in Sachsen-Anhalt, (Deutschland).

## Geographie

### Lage
Insel, ein Dorf mit Kirche, liegt etwa 10 km von Stendal entfernt in der Altmark. Das Gelände fällt vom Tangermünder-Buchholzer Höhenzug in Richtung Norden zur Uchteniederung ab. Nördlich von Insel liegt die ehemalige Kiesgrube Hillberg.
Nachbarorte sind Vinzelberg im Westen, Nahrstedt im Nordwesten, Möringen mit dem Haltepunkt Möringen (Altm) im Norden, Tornau und Döbbelin im Nordosten, Gohre im Osten, Buchholz im Südosten und Wittenmoor im Südwesten.
Nördlich von Insel verlaufen die Bahnstrecke Berlin–Lehrte und die Schnellfahrstrecke Hannover–Berlin.

### Ortschaftsgliederung
Zur Ortschaft Insel gehört nur die Gemarkung Insel. Zum Ortsteil Insel gehört der Wohnplatz Hillberg, eine ehemalige Ziegelei.

## Geschichte

### Mittelalter bis Neuzeit
Insel wurde erstmals im Jahre 1238 als Insula, villa slavica urkundlich erwähnt. 1282 wurden Ostinsel als In orientali villa Insele und Westinsel als In occidentali villa genannt, als die Markgrafen Otto und Konrad 1282 eine neue Präbende für das Stendaler Kollegiatstift stifteten. Im Landbuch der Mark Brandenburg von 1375 werden die Dörfer als Ost-Insel und Westinsel aufgeführt.
Bis zum Jahre 1945 gab es in Insel ein Rittergut der Familie von Cramm. Es gehörte zum Gesamtbesitz des benachbarten Ritterguts Nahrstedt. Beide Güter wurden zuerst aus einer Hand der Familie bewirtschaftet, so von Burghard von Cramm-Burgdorf (1877–1930), erster Kreisdeputierter, Major d. R. und Rechtsritter des Johanniterordens. Er war mit Elsa Mewes (1883–1952) verheiratet. Erbe auf Insel wurde der unverheiratete mittlere Sohn, Major Edgar von Cramm (1911–1945).  Das Inseler Rittergut bewirtschaftete etwa 398 Morgen, so dass es eigentlich durch die „Bodenreform“ nicht enteignet werden durfte. Die damaligen Machthaber erreichten durch einen Trick (die Wege, die zur Feldmark der Familie führten, wurden mitvermessen) trotzdem die Enteignung. Die Familie von Cramm verließ daraufhin den Ort Insel.
Die Gemeinde Insel wurde im Jahre 2010 ohne die Zustimmung des Gemeinderates per Gesetz nach Stendal eingemeindet.
Der Ortsteil Insel geriet 2011 und 2012 in die Schlagzeilen, als bekannt wurde, dass sich im August 2011 dort zwei haftentlassene Sexualstraftäter niedergelassen hatten, die bis kurz vorher unter strengen Auflagen einer 24-Stunden-Observation unterlagen. Die Bürger, auch angeführt durch den Ortsbürgermeister Alexander von Bismarck, der Namen und Wohnort der beiden öffentlich bekanntgab, starteten fortan Demonstrationen, welchen sich später Rechtsextremisten anschlossen, die geduldet wurden. Im Oktober 2011 erklärten die Ex-Häftlinge nach einem Gespräch mit dem Innenminister Sachsen-Anhalts und Stendals Superintendenten ihren Willen zum Wegzug. Mit dem Inseler Ortsbürgermeister war gleichzeitig vereinbart worden, dass auf weitere Demonstrationen verzichtet wird. Im Juni 2012 demonstrierten Ministerpräsident Reiner Haseloff und rund 70 Landtagsabgeordnete aller Fraktionen im Ort für Menschenwürde. Im Oktober 2012 traten Ortsbürgermeister und der gesamte Ortschaftsrat zurück.

### Herkunft des Ortsnamens
Der lateinische Begriff insel, ein Begriff aus der Missionszeit, ist mit „Werder“ zu übersetzen. Bereits im Jahr 1282 war der Ort Insel in zwei Dörfer (Ost- und West-Insel) geteilt.

### Wüstung Mispelwerder
Westlich von Insel, wohl auf einer Anhöhe zwischen Insel und Nahrstedt, lag früher ein Dorf. Wilhelm Zahn beschrieb die Situation im Jahre 1901. 1½ Kilometer westlich von Westinsel, lag das Flurstück Worthenden mit einem alten Kirchhof. Im Jahre 1843 waren noch Trümmer der Kirche vorhanden, aus denen ein offener Pferdestall erbaut worden war, der 1901 nicht mehr vorhanden war. Westlich daran schlossen sich die Flurstücke Dorfschläge und südöstlich die Uthöfe an. Das Dorf lag also in der Nähe des heutigen Schmegelgrabens.
Im Jahre 1680 wurde Christian von Itzenplitz auf Jerchel mit der wüsten Feldmark Mispelwerder belehnt. Zu Beginn des 19. Jahrhunderts wurde über Reste vom Gemäuer der Kirche berichtet.
Die erste Erwähnung stammt aus dem 1238 Jahre als Mescelwerder juxta Moringen. Im Jahre 1278 heißt es Miszelwerder, 1425 dann Miczelwerder, Mitzelwerder und Mytzelwerder. Die Mitzelwerderstraße in Insel erinnert an diesen Namen.

### Archäologie
Im Jahre 1922 wurde von einem Münzfund aus der römischen Kaiserzeit in Insel berichtet, der Verbleib des Denars ist unbekannt. Ebenfalls aus der römischen Kaiserzeit stammen verzierte Keramikgefäße, die in Ostinsel geborgen wurden. Sie werden im Altmärkischen Museum in Stendal aufbewahrt.
Im Sommer 2021 wurde auf dem Sandtagebau nördlich des Dorfes, einer früheren Sandgrube, ein bronzezeitliches Gräberfeld der Lausitzer Kultur untersucht, das aus der Zeit zwischen 1000 und 800 v. Chr. stammt. Im August 2021 ist bei Bauarbeiten für die A14 östlich von Insel ein Gräberfeld der Kugelamphoren-Kultur freigelegt worden. Aus dem reich ausgestatteten Grab wurden eine Kugelamphore, ein Feuerstein-Beil, ein Schädel, sowie Reste eines Schienbeines geborgen.

### Eingemeindungen
Ursprünglich gehörten die Dörfer Ostinsel und Westinsel zum Tangermündeschen Kreis der Mark Brandenburg in der Altmark. Zwischen 1807 und 1813 lagen sie im Stadtkanton Stendal auf dem Territorium des napoleonischen Königreichs Westphalen. Nach weiteren Änderungen gehörten die Gemeinden ab 1816 zum Kreis Stendal, dem späteren Landkreis Stendal.
Am 1. Oktober 1921 wurde der Gutsbezirk Westinsel aufgelöst und in die Landgemeinde Westinsel eingemeindet. Die Gemeinde Insel entstand am 1. April 1935 durch den Zusammenschluss der Landgemeinden Ostinsel und Westinsel.
Am 25. Juli 1952 kam die Gemeinde Insel vom Landkreis Stendal in den neuen Kreis Stendal. Die Gemeinden Döbbelin und Tornau wurden am 1. Juli 1973 in die Gemeinde Insel eingemeindet. Am 1. Juli 1994 kam Insel zum nun wieder vergrößerten Landkreis Stendal.
Insel war bis zum Jahre 2010 eine eigene Gemeinde, bestehend aus den Ortsteilen Insel, Döbbelin und Tornau. Sie wurde nach der Auflösung der Verwaltungsgemeinschaft Stendal-Uchtetal am 1. Januar 2010 und bis zur Eingemeindung von Stendal mitverwaltet. Mit Wirkung zum 1. September 2010 erfolgte die Eingemeindung nach Stendal per Gesetz. Seit dem 3. März 2024 besteht die Ortschaft Insel nur noch aus der Gemarkung Insel. Döbbelin und Tornau kamen zur neuen Ortschaft Döbbelin-Tornau.

### Einwohnerentwicklung
| Jahr          | 1734 | 1772 | 1790 | 1798 | 1801 | 1818 | 1840 | 1864 | 1871 | 1885 | 1892 | 1895 | 1900 | 1905 | 1910 | 1925 |
| Ostinsel      | 165  | 116  | 158  | 179  | 167  | 161  | 245  | 254  | 300  | 314  | 295  | 299  | 307  | 274  | 324  | 299  |
| Hilberg       |      |      |      |      |      |      |      |      |      | 07   |      | 06   |      | 04   |      |      |
| Westinsel     | 169  | 098  | 154  | 165  | 155  | 180  | 255  | 269  | 237  | 262  | 310  | 286  | 279  | 258  | 270  |      |
| Gut Westinsel |      |      |      | 013  |      |      |      |      | 024  | 021  |      | 036  |      | 021  |      |      |

| Jahr | Einwohner |
| ---- | --------- |
| 1939 | 561       |
| 1946 | 956       |
| 1964 | 669       |
| 1971 | 635       |
| 1981 | 818       |

| Jahr | Einwohner |
| ---- | --------- |
| 1993 | 708       |
| 2006 | 754       |
| 2013 | [00]452   |
| 2014 | [00]465   |
| 2018 | [00]429   |

| Jahr | Einwohner |
| ---- | --------- |
| 2019 | [00]436   |
| 2021 | [00]442   |
| 2022 | [00]439   |
| 2023 | [0]421    |

Quelle, wenn nicht angegeben, bis 2006:

## Religion

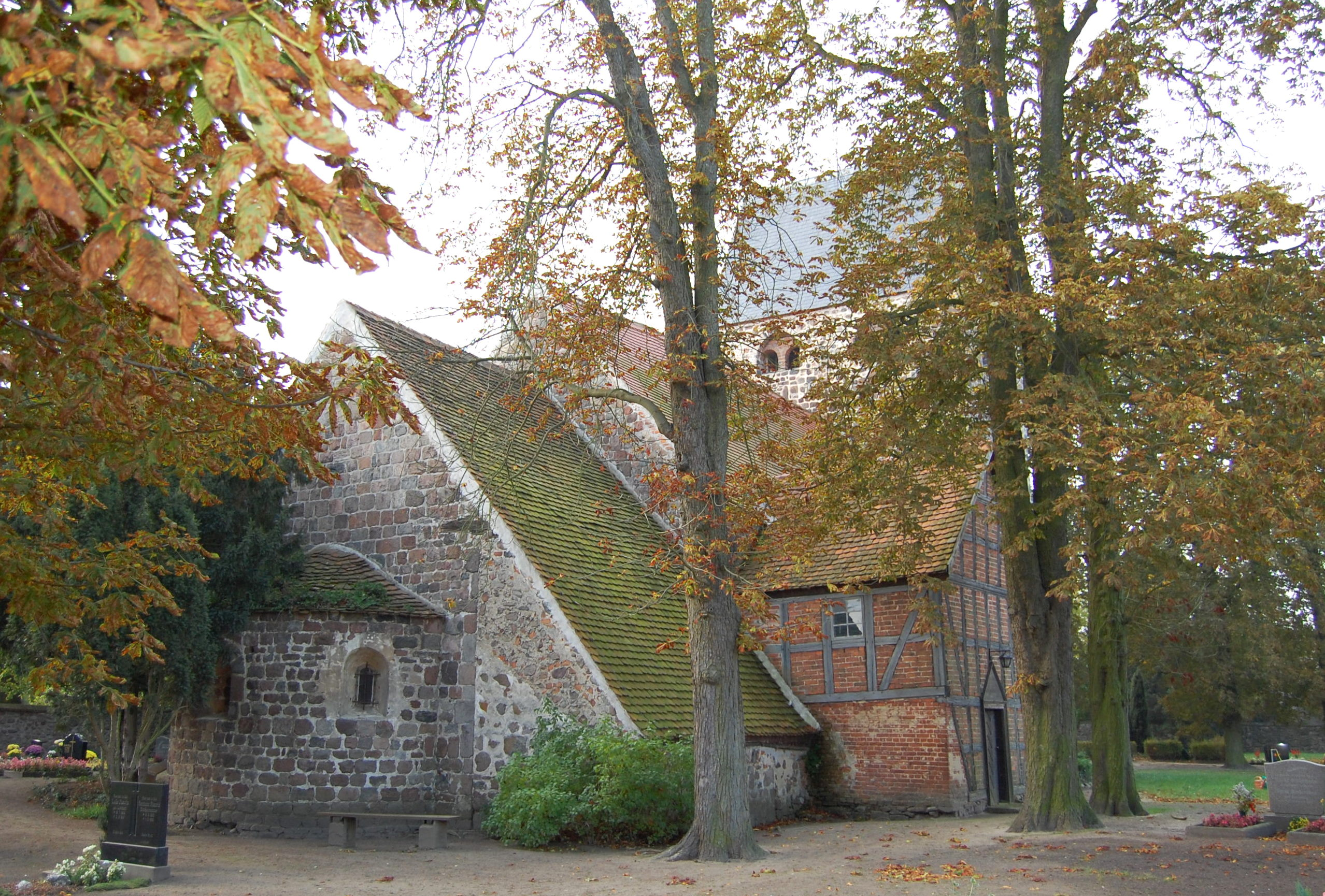
Dorfkirche Insel

Die evangelische Kirchengemeinde Insel (die frühere Kirchengemeinde Westinsel), die zur Pfarrei Nahrstedt bei Groß-Möringen gehörte, wird betreut vom Pfarrbereich Möringen-Uenglingen im Kirchenkreis Stendal im Bischofssprengel Magdeburg der Evangelischen Kirche in Mitteldeutschland.
Bis zum Jahre 1813 bestand eine selbständige Pfarrei Westinsel. Nach dem Tode des damaligen Predigers Garn wurde sie mit der Pfarrei Nahrstedt vereinigt. Die ältesten überlieferten Kirchenbücher für Westinsel stammen aus dem Jahre 1637.
Die katholischen Christen gehören zur Pfarrei St. Anna in Stendal im Dekanat Stendal im Bistum Magdeburg.

## Politik

### Ortsbürgermeister
Ein neuer Ortsbürgermeister oder eine Ortsbürgermeisterin werden vom neu gewählten Ortschaftsrat im Jahre 2024 gewählt.
Der letzte ehrenamtliche Bürgermeister der Gemeinde Insel war Herbert Schulz. Bei der ersten Sitzung des Ortschaftsrates nach der Eingemeindung in Stendal legte er sein Amt nieder. Als neuer Ortsbürgermeister wurde im Jahre 2010 Alexander von Bismarck (CDU) vom Ortschaftsrat gewählt. Er trat zusammen mit dem Ortschaftsrat im Jahre 2012 zurück.

### Ortschaftsrat
Bei der Ortschaftsratswahl am 9. Juni 2024 gewann die Wählergemeinschaft „Wir für Insel“ 4 Sitze und die „Einzelbewerberin Gude“ 1 Sitz. Gewählt wurden 4 Männer und eine Frau. Von 347 Wahlberechtigten hatten 261 ihre Stimme abgegeben, die Wahlbeteiligung betrug damit 75,22 Prozent.
Die Ortschaft Insel hatte von 2012 bis Mitte 2024 keinen Ortschaftsrat. Der nach der Eingemeindung nach Stendal gebildete Ortschaftsrat war im Jahre 2012 zurückgetreten. Eine in 2013 vorgesehene Ergänzungswahl fand mangels Bewerber nicht statt. Die Ortschaftsratswahl am 26. Mai 2019 fand mangels Bewerber nicht statt. Eine für den 10. November 2019 angesetzte Neuwahl fand aus gleichem Grunde nicht statt.

## Kultur und Sehenswürdigkeiten
- Heimatmuseum in Insel

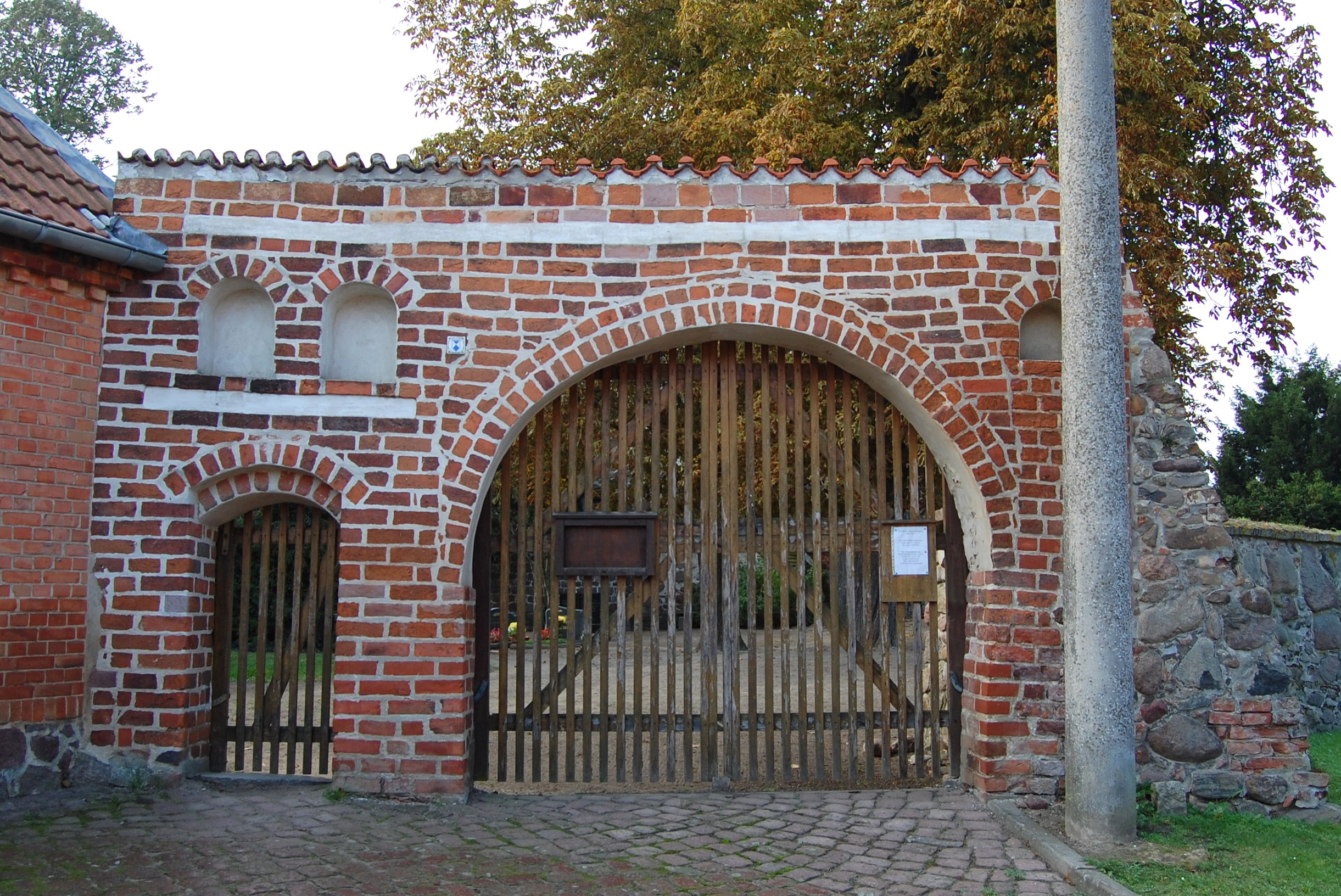
Tor zum Kirchhof

- Die evangelische Dorfkirche Insel ist ein vierteiliger Feldsteinbau aus dem 12. Jahrhundert.[44] Eine dendrochronologische Untersuchung des Eichen-Dachwerkes des Kirchenschiffs lieferte ein Fälldatum um etwa 1172.[45]
- Der Ortsfriedhof, umgeben von einer Findlingsmauer, ist auf dem Kirchhof.

## Verkehr
Durch das Ortsgebiet führt die Bundesstraße 188.
Es verkehren Linienbusse und Rufbusse von stendalbus.
Der nächste Bahnhof befindet sich im rund drei Kilometer entfernten Nachbarort Möringen an der Lehrter Bahn.

## Persönlichkeiten
- Christian Rogge (1848–1933), Pädagoge und Philologe, geboren in Ostinsel
- Luise Mewis (1864–1947), Dichterin, starb in Insel